# Бутштет
Бутштет (њем. Buttstädt) град је у њемачкој савезној држави Тирингија. Једно је од 55 општинских средишта округа Земерда. Према процјени из 2010. у граду је живјело 2.587 становника. Посједује регионалну шифру (AGS) 16068006.

## Географски и демографски подаци
Бутштет се налази у савезној држави Тирингија у округу Земерда. Град се налази на надморској висини од 201 метра. Површина општине износи 18,3 km². У самом граду је, према процјени из 2010. године, живјело 2.587 становника. Просјечна густина становништва износи 141 становника/km².